# Woody Norris
Elwood Adrian Norris, detto Woody (Washington, 18 giugno 1919 – Bloomington, 25 aprile 2007), è stato un cestista statunitense, professionista nella NBL.

## Carriera
Giocò per quattro stagioni nella NBL, disputando complessivamente 76 partite con 4,7 punti di media.